# Saiga NAK
Saiga NAK為專門報導電子遊戲、電競的網路媒體，由Fangrandia Limited建立、持有。除了日語版之外還有提供繁體中文版以及英語版。

## 簡介
Saiga NAK成立於2018年10月，是一家主要以電競為報導中心的遊戲媒體。因此，新聞範圍不僅包含遊戲，還有許多電競相關周邊，例如：螢幕、設備、能量飲料與營養補充品等開箱評測，另外還有電競選手的訪談或是活動參訪等單元。
2021年4月，在AUTOBACS和REDEE舉辦的電子賽車設施開幕活動中，同時採訪東京與大阪會場。並在2023年為採訪東京改裝車展20232023活動內舉辦的JEGT電子賽車賽事的媒體。
2022年起開始報導VR、NFT、區塊鏈、NFT與加密貨幣的相關新聞。

## 外部連結
- 官方网站